# Яковлев, Виктор Михайлович
Виктор Михайлович Яковлев (29 марта 1933; город не известен, РСФСР, СССР — 2 февраля 1987; Москва, РСФСР, СССР) — советский хоровой дирижёр и композитор, главный дирижёр Детского музыкального театра имени Наталии Сац. Заслуженный артист РСФСР (1974), народный артист РСФСР (1985).

## Биография
Родился 29 марта 1933 года в Советском Союзе.
Учился в Свешниковском училище, которое окончил. В 1952 году поступил в Московскую консерваторию в качестве дирижёра-хоровика, но спустя два года поступил заново на первый курс факультета оперно-симфонического дирижирования. В 1957 году ему было предложено перейти в Лейпцигскую консерваторию, где мужчина и продолжил обучение и окончил с отличием в 1959 году. После окончания аспирантуры до 1965 года был главным дирижёром Казахского Государственного симфонического оркестра. С 1966 года стал главным дирижёром московского Театра имени Наталии Сац, в котором прослужил всю оставшуюся жизнь.
Скончался 2 февраля 1987 года в Москве.

## Звания и награды
- Заслуженный артист РСФСР (1974)[1]
- Народный артист РСФСР (1985)[1]

## Издательства
- Наталия Сац. Жизнь, явление полосатое. — Новости, 1991. — 620 с. — ISBN 978-5-7020-0362-7.